# De Havilland DH.34
El De Havilland DH.34 fue un avión biplano monomotor construido por la firma De Havilland Aircraft Company en la década de 1920. Fueron construidos doce ejemplares, que operaron con la aerolínea Imperial Airways y sus predecesoras durante varios años.

## Diseño y desarrollo
En 1921, De Havilland Aircraft había adquirido suficiente experiencia con el De Havilland DH.18 como para darse cuenta de que los aviones necesitaban ser más eficientes para mejorar la economía de los viajes aéreos. Por lo tanto, construyó el monoplano DH.29 de diez pasajeros, mientras comenzaba a trabajar en el diseño del DH.32, un biplano de tamaño y capacidad similares al DH.18 de ocho pasajeros, pero con el menos potente, pero más económico, motor Rolls-Royce Eagle de 360 hp. Sin embargo, debido a la urgente necesidad de conseguir más capacidad, se detuvieron los trabajos en el DH.29  y DH.32, y se diseñó el biplano DH.34, con un fuselaje similar al del DH.29, pero con capacidad para nueve pasajeros.
El DH.34 tenía un fuselaje de madera revestido de contrachapado con la cabina (para dos pilotos) posicionada delante de las alas y de la cabina de pasajeros. Las alas eran de madera y dos vanos, y estaba propulsado por un motor lineal de 12 cilindros en W Napier Lion equipado con arranque por inercia, evitando la necesidad de girar manualmente la hélice para el encendido del motor. Inusualmente, el diseño de la aeronave permitía llevar a bordo un motor de repuesto completo en la parte trasera de la cabina de pasajeros. La inusual forma de la puerta de la cabina permitía que el motor se cargara y descargara, y un ojo de buey especialmente instalado en el otro lado de la cabina podía retirarse para permitir que el buje de la hélice sobresaliera por el lado de la aeronave. Los motores de repuesto no se transportaban de manera rutinaria, ya que la carga útil del DH.34 era demasiado pequeña para transportar pasajeros y un motor de repuesto al mismo tiempo, pero los operadores utilizaron esta instalación para transportar rápidamente los motores de repuesto a los aviones que habían sufrido una avería.
Daimler Airway ordenó dos DH.34 como parte de un lote inicial de un total de seis aviones, con el primer prototipo (matriculado G-EBBQ) volando el 26 de marzo de 1922. La velocidad de pérdida de 101 km/h se consideró alta y se le atribuyó un accidente fatal en 1923, por lo que se añadieron extensiones en los extremos del plano superior, aumentando la envergadura de 15,65 a 16,56 m; los aparatos así modificados fueron designados DH.34B.

## Historia operacional
El DH.34 entró en servicio con Daimler Airway el 2 de abril de 1922 en la ruta Croydon-París; Daimler operó un total de seis DH.34, cuatro de los cuales fueron arrendados al Ministerio del Aire, con Instone Air Line operando otros cuatro, todos arrendados. Un avión fue construido por orden de la aerolínea soviética Dobrolet.
Cuando Imperial Airways se constituyó el 1 de abril de 1924, por la fusión de Daimler Airway, Instone Air Line, Handley Page Transport y la British Marine Air Navigation Co., heredó seis DH.34 que mantuvo en servicio hasta marzo de 1926, pero la compañía se decidió por modelos de aviones polimotores para sus operaciones y, en consecuencia, los DH.34 restantes se retiraron del servicio y fueron posteriormente desguazados.
Los DH.34 se utilizaron en gran medida en los servicios aéreos de cruce del Canal, y la flota voló 8000 horas en los primeros nueve meses de operación, con el segundo avión volando más de 160 000 km sin revisión. Seis DH.34 se perdieron en accidentes durante los cuatro años de operación, de los cuales varios fueron fatales.
En noviembre de 1923, el excelente récord de seguridad aérea del "Servicio Aéreo Inglés" fue roto por "un desastre en la ruta aérea Londres-Birmingham", cuando un DH.34, que transportaba a sólo 3 pasajeros, se estrelló cerca de la Baliza Ivinghoe cerca de Leighton Buzzard, donde se vio que estaba en dificultades antes de caer repentinamente a gran velocidad contra el suelo, muriendo todos los que estaban a bordo.

## Operadores
| Reino Unido - Daimler Airway - Imperial Airways - Instone Air Line | Unión Soviética - Dobrolet |

## Accidentes
- El 13 de agosto de 1922, el G-EBBW de Instone Air Line aterrizó en el aeródromo de Marden debido a un conducto de aceite roto. El avión fue reparado y regresó al aeropuerto de Croydon.[10]
- El 30 de agosto de 1923, el G-EBBQ, el primer DH.34 matriculado, de Daimler Airway, que volaba al Aeropuerto Internacional de Amberes, se estrelló en el Aeropuerto de Croydon y quedó inutilizado. No hubo víctimas.
- El 14 de septiembre de 1923, el G-EBBS del Daimler Airway se estrelló en la Baliza Ivinghoe, Buckinghamshire, mientras realizaba un vuelo desde Croydon hasta Mánchester, Lancashire.
- El 24 de diciembre de 1924, el G-EBBX de Imperial Airways se estrelló y se incendió poco después de despegar desde Croydon, muriendo el piloto y los siete pasajeros.[11]

## Especificaciones
Referencia datos: Enciclopedia Ilustrada de la Aviación, Vol.6 pág 1356, Edit. Delta, Barcelona 1982 ISBN 84-85822-60-9

### Características generales
- Tripulación: Dos
- Capacidad: 10 pasajeros
- Longitud: 11,9 m (39 ft)
- Envergadura: 15,7 m (51,3 ft)
- Altura: 3,7 m (12 ft)
- Superficie alar: 54,8 m² (590 ft²)
- Peso vacío: 2075 kg (4573,3 lb)
- Peso máximo al despegue: 3266 kg (7198,3 lb)
- Planta motriz: 1× motor lineal de 12 cilindros en W refrigerado por agua Napier Lion.
  - Potencia: 340 kW (469 HP; 462 CV)
- Hélices: Bipala de madera de paso fijo

### Rendimiento
- Velocidad máxima operativa (Vno): 206 km/h (128 MPH; 111 kt)
- Velocidad crucero (Vc): 169 km/h (105 MPH; 91 kt)
- Velocidad de entrada en pérdida (Vs): 101 km/h (63 MPH; 55 kt)
- Alcance: 587 km (317 nmi; 365 mi)
- Carga alar: 59,6 kg/m² (12,2 lb/ft²)
- Potencia/peso: 0,10 kW/kg

## Aeronaves relacionadas

### Desarrollos relacionados
- De Havilland Doncaster

### Aeronaves similares
- Bristol Ten-seater
- Airco DH.18
- Vickers Vulcan

### Secuencias de designación
- Secuencia DH._ (interna de De Havilland): ← DH.29 - DH.30 - DH.31 - DH.32 - DH.33 - DH.34 - DH.35 - DH.36 - DH.37 →